# Oabius patonius
Oabius patonius är en mångfotingart. Oabius patonius ingår i släktet Oabius och familjen stenkrypare. Utöver nominatformen finns också underarten O. p. flavus.